# Cantó de Cadors
El cantó de Cadors és un cantó francès del departament de l'Alta Garona, a la regió d'Occitània. Està inclòs al districte de Tolosa, té 16 municipis i té com a cap cantonal Cadors.

## Municipis
- Cadors
- Le Casterar
- Pelapòrc
- Brinhemont
- Còths
- Le Gres
- Caubiac
- Bèragarda e Senta Maria
- Drudàs
- Garac
- L'Agraulet Sent Nicolau
- Cabanac e Seguenvila
- La Reula
- Vinhaus
- Poisegur
- Bèrasèrra